# ヘイフラワーとキルトシュー
『ヘイフラワーとキルトシュー』（フィンランド語: Heinähattu ja Vilttitossu、英語: Hayflower and Quiltshoe）は、2002年にフィンランドで製作された映画作品。原作はシニッカ・ノポラ&ティーナ・ノポラ姉妹による児童文学。カイサ・ラスティモ監督・脚本・編集。
二人の幼い姉妹を中心に、一風変わった家族や隣人達のふれ合いを描いたハートウォーミング・ストーリー。
2003年ストックホルム国際児童映画祭グランプリ、シカゴ国際児童映画祭優秀賞など受賞。
日本では2005年秋に公開。日本語版ではSHIHOが翻訳監修を担当。

## ストーリー
家事も妹のキルトシューの面倒もよく見るしっかり者のヘイフラワーは、もうすぐ小学校に入学。しかし父親はジャガイモの研究に没頭し、母親は家事がまるっきりダメ。さらに妹は自分に甘えっ放しで、自分が学校に通う間の我が家の状況を心配する。そして、家族で開催した運動会のある事件を機に、遂にその我慢も限界に達してしまう。

## キャスト
| 役名                                         | 俳優                         | 日本語吹替 |
| -------------------------------------------- | ---------------------------- | ---------- |
| ヘイフラワー（ヘイナハットゥ）               | カトリーナ・タヴィ           | 白鳥由里   |
| キルトシュー（ヴィルッティトッス）           | ティルダ・キーアンレヘト     | 川田妙子   |
| マッティ（パパ、マッティ・カッティラコスキ） | アンッティ・ヴィルマヴィルタ | 速水奨     |
| ハンナ（ママ、ハンナ・カッティラコスキ）     | ミンナ・スーロネン           |            |
| ヘルガ・アリブッレン                         | メルヤ・ラリヴァーラ         |            |
| ハリセ・アリブッレン                         | パイヴィ・アコンペルト       |            |
| メガネ警官（リッリロウスク巡査）             | ロベルト・エンケル           |            |
| ポッチャリ警官（イソナパ巡査）               | ヘイッキ・サンカリ           |            |